# Карлос Ріольфо
Карлос Ріольфо (ісп. Carlos Riolfo, нар. 5 листопада 1905, Монтевідео — пом. 5 грудня 1978, Монтевідео) — уругвайський футболіст, що грав на позиції захисника.
Виступав, зокрема, за клуб «Пеньяроль», а також національну збірну Уругваю, у складі якої став чемпіоном світу.

## Клубна кар'єра
У дорослому футболі дебютував виступами за команду «Пеньяроль», у складі якого тричі ставав чемпіоном Уругваю
Протягом 1932—1933 років захищав кольори команди клубу «Естудьянтес» в перші роки професіоналізму в аргентинському футболі.
Завершив професійну ігрову кар'єру у складі італійського «Палермо», за команду якого виступав протягом 1934—1935 років, однак за рік жодного разу не з'явився в матчах Серії A..
Помер 5 грудня 1978 року на 74-му році життя.

## Виступи за збірну
1928 року дебютував в офіційних матчах у складі національної збірної Уругваю. Протягом кар'єри у національній команді провів у формі головної команди країни лише 2 матчі.
У складі збірної був учасником чемпіонату світу 1930 року в Уругваї, здобувши того року титул чемпіона світу, однак на поле не  виходив.

## Титули
- Чемпіон Уругваю (3): 1926, 1928, 1929
- Чемпіон світу (1): 1930